# 최후의 Tight Hug
〈최후의 Tight Hug〉(最後のTight Hug 사이고노타이토하그[*])는 일본의 여성 아이돌 그룹 노기자카46의 착신 싱글이다. 2021년 11월 5일에 N46Div.를 통해 착신되었다. 센터는 이쿠타 에리카가 맡았다.